# Наноэлектромеханические системы
Наноэлектромеханические системы (НЭМС) — класс устройств, объединяющих в себе электронные и механические компоненты в нанометровом масштабе (до 100 нанометров).
НЭМС являются логическим продолжением развития микроэлектромеханических систем (МЭМС) на пути миниатюризации. НЭМС используются в качестве высокочастотных осцилляторов (до 10 ГГц), наномоторов и модуляторов. Выделяют два направления в создании НЭМС:
- уменьшение существующих МЭМС-устройств,
- создание принципиально новых молекулярных устройств.

Кроме того, в НЭМС применяют новейшие материалы, такие как графен и углеродные нанотрубки. К важнейшими классам НЭМС относят нанорезонаторы с большой фундаментальной частотой и наноактюаторы.
В настоящее время наноэлектромеханические системы могут изготавливаться как методами «сверху вниз», к которым относятся традиционные методы микроэлектроники (оптическая и электронно-лучевая литография), так и методами «снизу вверх», такими как молекулярное распознавание и самосборка.